# Комунале (стадион, Кьявари)
«Комунале» (итал. Stadio Comunale) — мультиспортивный стадион, открытый в 1933 году и расположенный в итальянском городе Кьявари в регионе Лигурия. В большинстве случаев используется для футбольных матчей, являясь домашней ареной местной команды «Виртус Энтелла», выступающей в Серии В.
Вмещает 5 535 зрителей.

## История арены
Официальной датой открытия стадиона является 1933 год.
До этого «Виртус Энтелла» не имела собственного поля и во время матчей фанаты клуба поддерживали свою команду прямо на городских улицах, что вызывало крайнее недовольство остальных местных жителей.
С момента возведения арены её бессменным владельцем является городской совет Кьявари.
Официальное прошение о начале строительства стадиона было подано 11 сентября 1932 года, составителем проекта арены стал известный инженер Антонио Роффо.
14 октября 1933 года было принято решение о выделении 500 000 лир на строительство, продолжавшееся на протяжении полутора лет.
Уже 1 ноября того же года состоялся первый матч «бело-голубых» на новом стадионе.
С 1939 года общая вместимость арены составляла 10 000 мест.
Во время Второй мировой войны, 12 мая 1944 года, стадион подвергся сильному обстрелу.
В 1945 году Кьявари был оккупирован британскими солдатами и в тот же год стадион перешёл во владение городской администрации.
В 1999 году «Стадио Комунале» стал одним из мест проведения традиционного Турнира Виареджо среди молодёжных команд.
Чуть ранее, в 1992 году, в результате острой судебной тяжбы между властями города и представителями команды, появилась угроза того, что «бело-голубые» могли покинуть арену, однако затем в данном споре было достигнуто мировое соглашение.
Также на этом поле нередко выступает женские команды «Ювентуса» и «Виртус Энтеллы».
В 2006 году натуральный газон на арене был заменен на искусственный.
В 2007—2008 годах на арене прошла полномасштабная реконструкция со строгим соблюдением всех канонов итальянского рационализма.